# Kokia drynarioides
Espèce
Statut de conservation UICN

 CR (needs updating) D : 
En danger critique
Kokia drynarioides, appelée kokiʻo en hawaïen, est une espèce de plantes de la famille des Malvaceae. Elle est endémique de l'île d'Hawaï dans l'archipel du même nom.
C'est une espèce en danger.

## Synonymes
- Gossypium drynarioides Seem.
- Kokia rockii Lewton